# Шепшенар
Шепшена́р (тат. Шепшеңәр чув.Шеп-шенкер) — деревня в Кукморском районе Республики Татарстан, в составе Ятмас-Дусаевского сельского поселения.

## География
Деревня находится в верховье реки Мёша, в 22 км к югу от города Кукмора.

## Название
Татарское Шепшенгер происходит от чувашского слова Шеп-шенкер что переводится как "очень голубой", "сильно голубой". Деревня основана Заказанскими ясачными чувашами на земле Курук мари, но после подверглись ассимиляции и перешли на татарский язык.

## История
Основание деревни относят к первой половине XVIII века.
В сословном отношении, в XVIII веке и вплоть до 1860-х годов жителей деревни причисляли к государственным крестьянам. Их основными занятиями в то время были земледелие, скотоводство, кустарный промысел.
В начале XX века в деревне действовала мечеть, мектеб. Мечеть также действует с 1994 года.
С 1930 года в деревне работали коллективные сельскохозяйственные предприятия.
С 1932 года в деревне действует начальная школа, с 1995 года — сельский клуб.
В 1996 году в деревне была обнаружена рукопись стихов поэта Г. Кандалыя.  Так же обнаружена  неизвестная до сих пор поэма «Кыйссаи Гуккяша» Кула Нурана сына  Мусы (XVII век). В этом произведении описывается случай пророка Мухаммада со сподвижником по имени Гуккяша перед его смертью. Еще найдена крупномасштабная поэма неизвестного поэта  Сулеймана, посвященная пророку Мухаммаду.
Административно, до 1920 года деревня относилась к Мамадышскому уезду Казанской губернии, с 1920 года — к Мамадышскому кантону, с 1930 года — к Таканышскому, с 1932 года (с перерывом) — к Кукморскому району Татарстана.

## Население
По данным переписей, население деревни увеличивалось с 40 душ мужского пола в 1782 году до 443 человек в 1908 году. В последующие годы численность населения деревни в целом уменьшалась, в 2017 году составила 133 человека.
Национальный состав
Согласно результатам переписи 2002 года, в национальной структуре населения села татары составляли 99 % из 183 человек.

## Экономика
Полеводство, скотоводство.

## Социальные объекты
Начальная школа, клуб.

## Религиозные объекты
Мечеть «Каим» (с 1994 года).